# Воронеж (Ивановская область)
 Воронеж — деревня в Шуйском районе Ивановской области. Входит в состав Перемиловского сельского поселения.

## География
Находится в центральной части Ивановской области на расстоянии приблизительно 9 км на север-северо-восток по прямой от районного центра города Шуя.

## История
Появилась на карте еще 1808 года. В 1859 году здесь (тогда деревня Шуйского уезда Владимирской губернии) было учтено 18 дворов, в 1902 — 27, в 1920 — 24.

## Население
Постоянное население составляло 140 человек (1859 год), 116 (1902), 111 в 1920, 40 в 2002 году (русские 97 %), 40 в 2010.